# Daniel Nielsen
Daniel Nielsen (født 31. oktober 1980) er en dansk ishockeyspiller, der spiller for Herning Blue Fox i den bedste danske række. Hans foretrukne position er back. Nielsen har spillet 12 VM-turneringer for Danmarks ishockeylandshold, heraf 11 A-VM-turneringer.
Daniel Nielsen startede sin karriere i Herning Ishockey Klub og debuterede for Herning Blue Fox i Superisligaen i sæsonen 1998-99. Efter ni sæsoner hos Herning Blue Fox, hvor han bl.a. vandt fire DM-titler, og som kulminerede med at han blev kåret til årets spiller i Superisligaen 2006-2007, skiftede han i sommeren 2007 til Leksands IF i den næstbedste svenske række, Allsvenskan. Efter en enkelt sæson i Sverige vendte han imidlertid tilbage til Herning Blue Fox, hvor han spillede yderligere tre sæsoner, og med hvem han vandt endnu et DM-guld i 2010-11.
Derefter tilbragte han tre sæsoner (2011-2014) i Deutsche Eishockey Liga hos Hamburg Freezers, inden han igen vendte hjem til barndomsklubben Herning Blue Fox, hvor han i sæsonen 2014-15 blev udnævnt til holdkaptajn.
Daniel Nielsen er ikke draftet af en NHL-klub.